# Abu-l-Àrab
Abu-l-Àrab Muhàmmad ibn Tamim ibn Tammam at-Tamimí, més conegut simplement com a Abu-l-Àrab, fou un alfaquí malikita, historiador i poeta de Kairuan, descendent d'una família de la que el seu rebesavi havia estat governador de Tunis i havia conquerit Kairuan el 799 per acabar morint a la presó a Bagdad.
Abu-l-Àrab va néixer a Kairuan entre 864 i 873 i es va dedicar a l'estudi primer sota la direcció de mestres i després com a mestre d'un bon nombre de deixebles entre els quals Ibn Abi-Dinar al-Qayrawaní. Va prendre part a la revolta d'Abu-Yazid contra els fatimites i fou empresonat. Va morir a la presó el 945.
De la seva obra només es conserva un recull de biografies i anècdotes dels savis de Kairuan i Tunis titulada Tabakat ulamà Ifríqiya, traduïda per M. Ben Cheneb amb el títol Classes des savants de l'Ifriqiya i publicada a Alger el 1915-1920.